# Загряжский, Иван Афанасьевич
Иван Афанасьевич Загряжский Полосуха (ум. 1642) — русский воевода, окольничий, дворянин московский во времена правления Михаила Фёдоровича.
Из дворянского рода Загряжских. Единственный сын Афанасия Даниловича.

## Биография
В 1614 году сопровождал государя в загородных поездках.
Воевода: в Погорелом Городище (1616), Волоколамске (1616—1619 и 1627), Романове на Волге (1620—1622), Юрьевце (1623), 2-й воевода в Брянске (1624—1625), Севске и Можайске (1638—1641).
В промежутках между воеводствами он нёс дворцовую службу: в 1625 году присутствовал при встрече персидского посла, в 1626 году дневал и ночевал на государевом дворе и был в весеннем походе царя к Троице «в окольничих».
В 1627—1629 годах значится в списке московских дворян, а в 1627—1630 гг. переписывал и межевал земли Веневского, Епифанского, Тульского и Соловского уездов.
Иван Афанасьевич Загряжский Полосуха умер в 1642 году.
Имел двух сыновей:
- Загряжский Борис Иванович.
- Загряжский Дмитрий Иванович — московский дворянин, воевода в Можайске (1647). ездил за царицею (1652) и Государём (1662).